# Barrage Itomamo
Le barrage Itomamo est un barrage situé à Mont-Valin au Québec (Canada).  Il est situé entre les lacs Itomamo et lac Portneuf, dans l'un des exutoires du premier lac. C'est un barrage de terre construit en 2002 dans le but de fermer partiellement l'exutoire secondaire du lac Itomamo avec la rivière Portneuf et de dévier environ 9,7 m3/s vers l'exutoire de la rivière aux Sables et ainsi augmenter la capacité des centrales Bersimis-1 et Bersimis-2.

## Histoire
Jusqu'à la construction du barrage en 2002, environ 42,6 m3/s des eaux du lac Itomamo s'écoulait vers le tronçon aval de la rivière aux Sables et le réservoir Pipmuacan et 10,9 m3/s vers le lac et la rivière Portneuf. Cela représente entre 70 et 100% vers la rivière aux Sables et entre 0 et 30% avec le lac Portneuf. Le débit du passage Itomamo entre les lacs Itomamo et Portneuf était naturellement contrôlé par un seuil naturel qui était parfois complètement asséché lors d'un étiage hivernal sévère.
En 1997, Hydro-Québec propose comme projet de dévier partiellement les eaux des rivières Portneuf et du Sault aux Cochons vers le réservoir Pipmuacan. Des consultations publiques ont été tenues par le Bureau d'audiences publiques sur l'environnement en 2000 et ce dernier a remis son rapport en 2001 (BAPE). Hydro-Québec prévoyait la construction d'un barrage de terre de 4,5 m de haut et de 65 m de long dans le but de dévié complètement les 10,9 m3/s s'écoulant vers le lac Portneuf vers l'exutoire de la rivière aux Sables. Le projet comprenait aussi la construction d'un barrage à l'exutoire du lac Portneuf dans le but d'en régularisé le niveau et de l'élargissement de 10 m du seuil de la rivière aux Sables afin d'éviter la hausse du lac Itomamo. Dans son rapport le BAPE recommande de soit de dévier partiellement la rivière Tagi vers le lac Portneuf ou soit d'installer une vanne dans le barrage dans le but de conserver dans la rivière Portneuf un débit intéressant la pratique d'activités récréotouristique.
À la suite du rapport, Hydro-Québec s'est fait imposer par le ministère de l'Environnement d'ajouter une vanne au barrage et de réserver un débit de 1 m3/s vers le lac Portneuf.

## Structure
Le barrage Itomamo est un barrage en remblais de terre d'une hauteur de 10 m et d'un longueur de 205 m Le barrage est muni d'une vanne permettant de restitué un débit maximal de 10 m3/s.